# Bene Ferenc (orvos, 1775–1858)
Idősebb Bene Ferenc (Mindszent, 1775. október 10. – Pest, 1858. július 2.) magyar orvos, a himlőoltás bevezetője Magyarországon. 1801. augusztus 1-jén ő kezdte meg Pesten a himlőoltást. 1802-ben írt munkájában 43 magyar orvost említ, akik már korábban kísérleteztek a Jenner-féle himlőoltással.

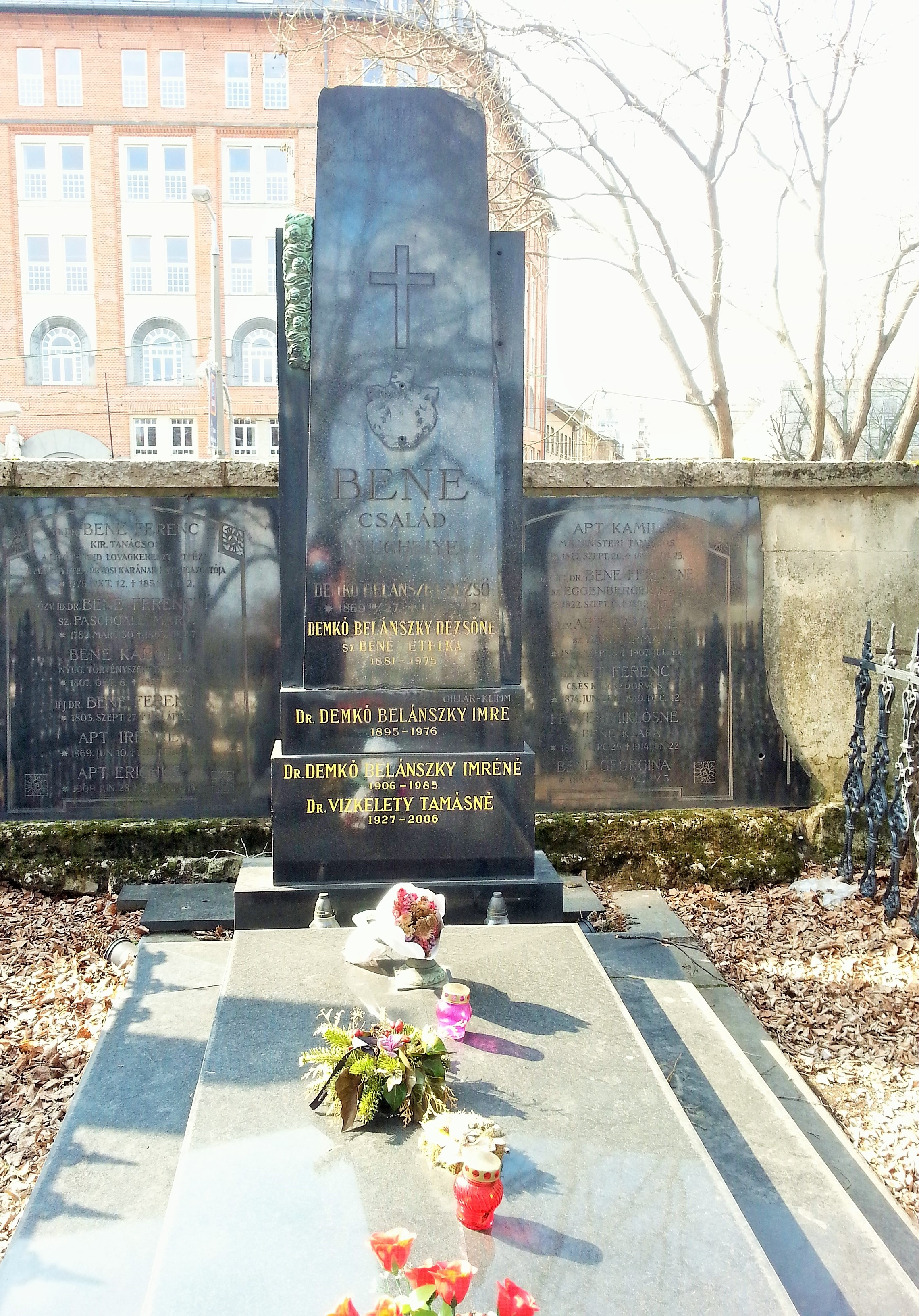
Családi sírboltja a Fiumei úti sírkertben (Bal oldali falsírboltok-23)

## Életpályája
Apja, aki sopron vármegyei nemes családból származott, jegyzői hivatalt viselt, később mint megyei esküdt és számvevő Algyőre és végül Szegedre költözött. Ferenc középiskolába járt és tanulmányait Budán folytatta, az orvosi tanulmányokat Pesten és Bécsben végezte, 1798. szeptember 4. Pesten doktorrá avatták. 1799-ben a polgári sebészeknek, mint korrepetitor orvosi leckéket adott. 1802. december 24-étől mint helyettes tanár a bonctant tanította az egyetemen és rendes tanárrá kinevezték, 1803. január 31. foglalta el székét és 1840-ig a különös kór- és gyógytant adta elő; emellett 1806-ban a városi kórház igazgatójává és városi főorvossá választották meg. 1810-ben rektori hivatalt viselt. 1831-ben a Magyar Tudományos Akadémia tagjává és 1841. február 9-én az orvosi kar igazgatójává nevezték ki. A pesti tudományegyetem 1848-ban ünnepelte meg orvosi pályájának félszázados ünnepét. 1807-ben két hónapot töltött Párizsban, később Németországot utazta be; 1828-ban három hónapig időzött Angliában; 1834-ben beutazta Felső-Magyarországot.

## Munkái
1. A himlő veszedelme ellen való oktatás. Pest, 1800. (2. megbőv. kiadás. Uo. 1801.)
2. Kurzer Innbegriff der nöthigsten Grundsätze zur Kenntniss und Heilung der gewöhnlichsten inneren Krankheiten der Menschen. Uo. 1801. (Ism. Annalen der Österr. Literatur 1802. 64. sz.)
3. Rövid oktatás a mentő himlőnek eredetéről, természetéről és beoltásáról. Uo. 1802. (2. bőv. kiadás. Buda, 1816 és 17. E munkát a m. kir. helytartótanács 1817 és 18. német, tót, rumén és horvát nyelvre fordíttatta s kiosztatta.)
4. Elementa politiae medicae. Budae. 1807.
5. Elementa medicinae forensis. Uo. 1811.
6. Az orvosi tudománynak rövid rajzolatja. Uo. 1812–13. Két kötet. Ugyanez németűl.
7. Kurzer Abriss des medicinischen Unterrichtes. Uo. 1813. Két kötet.
8. Elementa medicinae practicae. Pestini, 1833–34. (Fia ifj. B. Ferencz adta ki öt kötetben.)

Arcképe Rohn és Grund által kőre rajzolva. (Pest, 1864.) a Magyar Orvosok és Term. Munkálatai IX. kötete mellett.
1806. augusztus 7-én Schraud Ferenc főorvos, 1807-ben Rácz tanár, 1808-ban Schönbauer fölött tartott emlékbeszédet. 1841. május 20-án először gyűjtötte össze Pestre az orvosokat és természet-vizsgálókat az egyetem nagy termébe. Cikke van a Zeitschrift von und für Ungarn-ben (1802).